# Německé volby do spolkového sněmu 2005

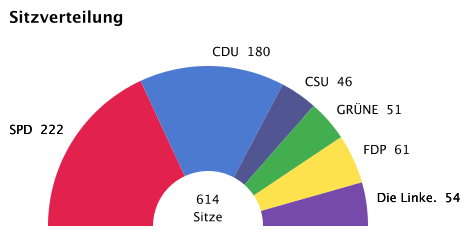
Přidělené mandáty

Německé federální volby 2005 se uskutečnily 18. září 2005.
|  | Politická strana                    | Počet hlasů   | Procenta (změna) | Procenta (změna) | Mandáty (změna) | Mandáty (změna) | Mandáty v % |
|  | ----------------------------------- | ------------- | ---------------- | ---------------- | --------------- | --------------- | ----------- |
|  | Křesťanskodemokratická unie         | 13 136 740    | 27,8%            | ▼ -1,7%          | 180             | ▼ -10           | 29,3%       |
|  | Sociálnědemokratická strana Německa | 16 194 665    | 34,2%            | ▼ -4,3%          | 222             | ▼ -29           | 36,2%       |
|  | Svobodná demokratická strana        | 4 648 144     | 9,8%             | ▲ +2,4%          | 61              | ▲ +14           | 9,9%        |
|  | Levice                              | 4 118 194     | 8,7%             | ▲ +4,7%          | 54              | ▲ +52           | 8,8%        |
|  | Spojenectví 90/Zelení               | 3 838 326     | 8,1%             | ▼ -0,5%          | 51              | ▼ -4            | 8,3%        |
|  | Křesťansko-sociální unie Bavorska   | 3 494 309     | 7,4%             | ▼ -1,6%          | 46              | ▼ -12           | 7,5%        |
|  | Národnědemokratická strana Německa  | 748 568       | 1,6%             | ▲ +1,2%          | 0               | -               | 0           |
|  | Ostatní                             | 1 857 610     | 2,4%             | -                | 0               | -               | 0           |
|  | Celkem                              | 47 287 988    | 100,0%           | -                | 614             | -               | 100,0%      |
|  | Volební účast                       | Volební účast | Volební účast    | Volební účast    | Volební účast   | Volební účast   | 77,7%       |